# Grassalkovich-kastély (Baja)
A Grassalkovich-kastély vagy palota (teljes nevén: Patachich–Grassalkovich–(Horváth)–Viczay–Zichy-Ferraris-kastély) a Bács-Kiskun vármegyei Baján található és jelenleg a városházának ad otthont.

## Története
A mai palota elődjét zajezdai gróf Patachich Gábor kalocsai érsek, Bács-Bodrog vármegye főispánja építette, azzal a céllal, hogy a Baján tartott megyegyűléseken való részvétele alatt méltó szállása legyen. A korábbi érsek-főispánok bajai tartózkodásuk alatt a kastély helyén álló Billard-házban laktak, mely a 1742. április 24-i nagy bajai tűzvészben teljesen megsemmisült. A új palota építéséhez Patachich megvásárolta a szomszédos telket is vajai és vicsapi báró Vajay Lászlótól, mely telken korábban a szintén teljesen leégett „Fehér Ló” uradalmi fogadó állt. A telekvétel 1744. április 15-én volt, mely után az építkezés olyan ütemben haladt, hogy július végén már a tető fedésénél tartottak. Az érsek 1745-ben bekövetkezett halála után öccse, gróf Patasich Lajos örökölte az épületet. A testvérek 1735-ben kaptak grófi címet III. Károlytól. Gróf Patasich Lajos hamarosan eladta az épületet a Kincstár tulajdonában lévő bajai uradalomnak. 1750-ben az uradalommal együtt a Grassalkovich család birtokába került. A Grassalkovichok kiterjedt birtokrendszerrel rendelkeztek szerte az országban, így birtokaik egy részét bérbeadták. Gyaraki gróf Grassalkovich I. Antal 1784-ben adta bérbe az uradalmat szentgyörgyi nemes Horváth Zsigmondnak és petőházi nemes Gludovácz Józsefnek. A szentgyörgyi nemes Horváth család 1803-ban bárói rangot kapott I. Ferenctől. 1840. május 1-én ismét hatalmas tűzvész pusztított Baján, melynek a kastély tetőzete is áldozatul esett. Az épületet szentgyörgyi báró Horváth János és József építették újjá, azzal a feltétellel, hogy az építkezés költségeit a Grassalkovich család a bérleti idő lejártakor visszafizeti. Gyaraki herceg Grassalkovich III. Antal 1841-ben bekövetkezett halálával férfiágon kihalt a család. Minden birtokuk és vagyonuk a leányági örökösre lósi és hédervári gróf Viczay Károlyra szállt. Viczay csak 1850-ben vette át kastély és az uradalom kezelését, addig a kastélyt a Horváth család, az uradalmat a Kincstár bérelte. 1856-ban a zicsi és vázsonykői gróf Zichy-Ferraris család lett a kastély és az uradalom birtokosa, akik rokonságban álltak a Viczay családdal. Baja városa 1858-ban váltotta meg magát a földesúri függéstől, négy évvel később gróf Zichy Bódogtól 722 ezer forintért vásárolta meg a bajai uradalmat és a kastélyt is. A városi hivatalok 1863 tavaszán költöztek át az épületbe. A Millennium emlékére 1897 és 1898 között francia neoreneszánsz stílusban átépítették az épületet. A tervező Jeney Mihály városi mérnök, a kivitelező Hunyady Antal építőmester volt. Az ünnepélyes átadásra 1898. szeptember 7-én került sor. Komolyabb felújítás 1994 és 1997 között zajlott, melynek keretében 1995-re megújult a térre néző főhomlokzat, majd fokozatosan az épület többi része is. Legutóbb 2004-ben újították fel az épületet.

## Felépítése
Az eredeti barokk kastély időszakából nem sok emlék maradt fenn. Leírásokból tudjuk, hogy az épület emeleti részének háromnegyedében bútorozott szobák, negyedében raktárak, a földszinten szobák, konyhák és kamrák voltak. Az épület alatt hatalmas pince húzódott. A földesúron kívül az uradalmi tisztek is az épületben laktak. A gróf Grassalkovich I. Antal által készített címeres vörösmárvány kandalló, mely eredetileg a lépcsőházban a félemeleti fordulóban volt, most a Türr István Múzeumban látható. A klasszicista kastélyról már maradtak fent fotók. Azokon jól látható a rizalit emeleti részén az oszlopokon és kariatidákon nyugvó erkély, a kovácsoltvas korláttal. A homlokzat középső részén timpanon kapott helyet, tetején 2,5 méter magas kővázával. A Millennium alkalmából kezdeményezett átalakításkor az épület négy sarkán és a rizalit felett manzárdos tetőrészt alakítottak ki. A timpanon helyén a rizalit új attikaszintje kapott helyet. Az attikaszint fölött félköríves orommezőben a város címere, tetején kiterjesztett szárnyú turulszobor került elhelyezésre. Az emeleti erkély tartóoszlopait Atlasz és Kariatida szoborra cserélték. Az épület lábazata kváderes kialakítású lett. Az ablakok edikulás keretet kaptak. Az ülésteremben karzatot alakítottak ki. A lépcsőfodulóba színes üvegablak került, mely a város I. Lipót által adományozott címerét, Ádám és Éva az almafa alatt, ábrázolja. Udvari homlokzatainak földszintjén kosáríves záródású, beüvegezett árkádsor található. A földszinti helyiségek fiókos donga-, csehsüveg- és teknőboltozatos, az emeletiek síkmennyezetes kialakításuak. A későbbi felújítások során az erkély feletti rész újabb díszítésekkel gazdagodott. A XX. század elején a nagyterembe került Kossuth Lajos és Türr István portréja. 1978-ban a nagyteremben Szurcsik János Hétköznapok-Ünnepnapok című freskósorozata kapott helyet.  